# Isthmian Football League Division One North
L'Isthmian Football League Division One North est un championnat anglais de non-league football mis en place par l'Isthmian Football League en 2002. Classé au huitième rang du système pyramidal anglais, la division se situe au même niveau que l'Isthmian Football League Division One South. Les champions sont promus en Isthmian Football League Premier Division tandis que les clubs de bas de tableau sont relégués au neuvième niveau du système pyramidal.

## Histoire
Le championnat, baptisé First Division North, ainsi que la First Division South, furent créés en 2002. Les deux nouvelles divisions se composèrent de clubs provenant de la First Division, qui fut officiellement supprimée, et de la Second Division. Le motif de cette restructuration fut la volonté de l'Isthmian Football League de réduire les distances entre ses clubs. En 2004, la création de la Conference South réduisit le nombre de clubs d'Isthmian Football League et le National League System (NLS) redessina la structure pyramidale. La First Division North et la First Division South fusionnèrent redonnant naissance à la First Division. Mais, avec l'introduction de la deuxième phase du plan de restructuration du NLS de 2006, les First et Second Division furent de nouveau supprimées, remplacées par les Division One North et Division One South.

## Palmarès
| Saison    | Nom du championnat                                   | Champion                |
| --------- | ---------------------------------------------------- | ----------------------- |
| 2002-2003 | First Division North                                 | Northwood FC            |
| 2003-2004 | First Division North                                 | Yeading FC              |
| 2004-2006 | Championnat supprimé, remplacé par la First Division |                         |
| 2006-2007 | Division One North                                   | AFC. Hornchurch         |
| 2007-2008 | Division One North                                   | Dartford FC             |
| 2008-2009 | Division One North                                   | Aveley FC               |
| 2009-2010 | Division One North                                   | Lowestoft Town FC       |
| 2010-2011 | Division One North                                   | East Thurrock United FC |
| 2011-2012 | Division One North                                   | Enfield Town FC         |
| 2012-2013 | Division One North                                   | Grays Athletic FC       |
| 2013-2014 | Division One North                                   | VCD Athletic FC         |
| 2014-2015 | Division One North                                   | Needham Market FC       |
| 2015-2016 | Division One North                                   | AFC Sudbury             |
| 2016-2017 | Division One North                                   | Brightlingsea Regent FC |
| 2017-2018 | North Division                                       | AFC Hornchurch          |
| 2018-2019 | North Division                                       | Bowers & Pitsea FC      |